# Erica intonsa
Erica intonsa är en ljungväxtart som beskrevs av Harriet Margaret Louisa Bolus. Erica intonsa ingår i släktet klockljungssläktet, och familjen ljungväxter. Inga underarter finns listade i Catalogue of Life.